# Dentsville
Dentsville és una concentració de població designada pel cens dels Estats Units a l'estat de Carolina del Sud. Segons el cens del 2000 tenia 13.009 habitants.

## Demografia
Segons el cens del 2000, Dentsville tenia 13.009 habitants, 5.376 habitatges i 3.290 famílies. La densitat de població era de 712,5 habitants/km².
Dels 5.376 habitatges en un 26,9% hi vivien nens de menys de 18 anys, en un 38,1% hi vivien parelles casades, en un 18,7% dones solteres, i en un 38,8% no eren unitats familiars. En el 32,2% dels habitatges hi vivien persones soles el 6,4% de les quals corresponia a persones de 65 anys o més que vivien soles. El nombre mitjà de persones vivint en cada habitatge era de 2,3 i el nombre mitjà de persones que vivien en cada família era de 2,91.
Per edats la població es repartia de la següent manera: un 21,6% tenia menys de 18 anys, un 9,5% entre 18 i 24, un 34,6% entre 25 i 44, un 22,2% de 45 a 60 i un 12,1% 65 anys o més.
L'edat mediana era de 35 anys. Per cada 100 dones de 18 o més anys hi havia 74,8 homes.
La renda mediana per habitatge era de 38.721 $ i la renda mediana per família de 46.996 $. Els homes tenien una renda mediana de 32.015 $ mentre que les dones 23.726 $. La renda per capita de la població era de 19.916 $. Entorn del 7,1% de les famílies i el 8,6% de la població estaven per davall del llindar de pobresa.

## Poblacions més properes
El següent diagrama mostra les poblacions més properes.